# Liste der Stolpersteine in Lomnice u Tišnova

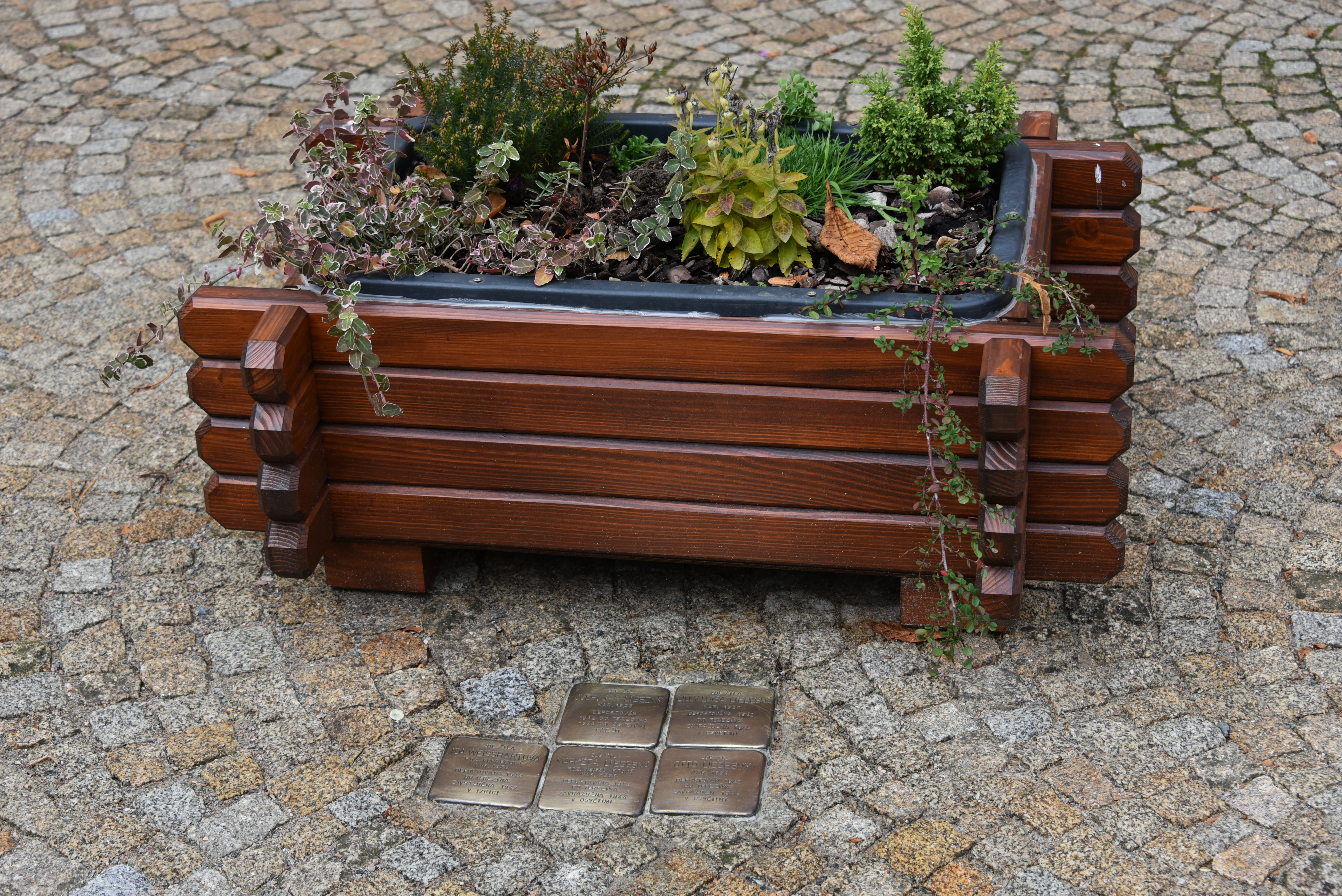
Stolpersteine in Lomnice u Tišnova für vier Ermordete der Familie Liebesný/Weissbart und für einen Überlebenden

Die Liste der Stolpersteine in Lomnice u Tišnova enthält die Stolpersteine in der tschechischen Stadt Lomnice u Tišnova (dt. Lomnitz) im Bezirk Brno-venkov, die an das Schicksal der Menschen erinnern, die von den Nationalsozialisten ermordet, deportiert, vertrieben oder in den Suizid getrieben wurden. Die Verlegungen erfolgten am 6. November 2011 am Grundstück Josefa Uhra 231 und am 14. September 2013 am Grundstück Josefa Uhra 198.
Das tschechische Stolpersteinprojekt Stolpersteine.cz wurde 2008 durch die Česká unie židovské mládeže (Tschechische Union jüdischer Jugend) ins Leben gerufen und hat sich 2015 aufgelöst. Die Stolpersteine werden auf Tschechisch stolpersteine genannt, alternativ auch kameny zmizelých (Steine der Verschwundenen).

## Verlegte Stolpersteine
In Lomnice u Tišnova wurden folgende Stolpersteine verlegt:
| Stolperstein | Übersetzung | Verlegort         | Name, Leben |
| ------------ | --- | ----------------- | --- |
|              | HIER LEBTE ARNOŠT BLEIWEIS GEB. 1914 1942 EINTRITT IN DIE ARMEE GEFALLEN 8.3.1943 IN DER SCHLACHT VON SOKOLOV          | Josefa Uhra 198 · | Arnošt Bleiweis wurde am 17. August 1914 in Lomnice u Tišnova geboren. 1942 trat er in die Tschechoslowakische Exilarmee in der Sowjetunion ein. Er ist am 8. März 1943 bei Sokolov gefallen. Postum erhielt er das Tschechoslowakisches Kriegskreuz 1939 verliehen. 1948 wurde ihm die Sokolovská Gedenkmedaille verliehen. Sein Name ist auf einem Denkmal in Lomnice u Tišnova eingraviert. |
|              | HIER LEBTE JINDŘICH BLEIWEIS GEB. 1879 DEPORTIERT 1942 NACH THERESIENSTADT 1942 NACH REJOWIEC ERMORDET                 | Josefa Uhra 198 · | Jindřich Bleiweis wurde am 25. Mai 1879 geboren. Er bekam die No. 564 und wurde – gemeinsam mit Frau und Tochter – mit Transport Ah am 4. April 1942 von Brno ins Ghetto Theresienstadt deportiert. Bereits zwei Wochen später, am 18. April 1942, wurde er mit No. 559 und Transport Ap ins Ghetto Rejowiec weiter deportiert. Jindřich Bleiweisová wurde ein Opfer der Shoah. |
|              | HIER LEBTE AUGUSTA BLEIWEISOVÁ GEB. 1907 DEPORTIERT 1942 NACH THERESIENSTADT 1942 NACH REJOWIEC ERMORDET               | Josefa Uhra 198 · | Augusta Bleiweisová wurde am 8. Januar 1907 geboren. Sie bekam die No. 566 und wurde – gemeinsam mit Mutter und Vater – mit Transport Ah am 4. April 1942 von Brno ins Ghetto Theresienstadt deportiert. Bereits zwei Wochen später, am 18. April 1942, wurde sie mit No. 561 und Transport Ap ins Ghetto Rejowiec weiter deportiert. Augusta Bleiweisová wurde ein Opfer der Shoah. |
|              | HIER LEBTE BERTA BLEIWEISOVÁ GEB. 1880 DEPORTIERT 1942 NACH THERESIENSTADT 1942 NACH AUSCHWITZ ERMORDET                | Josefa Uhra 198 · | Berta Bleiweisová wurde am 20. Januar 1880 geboren. Sie bekam die No. 565 und wurde – gemeinsam mit Mann und Tochter – mit Transport Ah am 4. April 1942 von Brno ins Ghetto Theresienstadt deportiert. Bereits zwei Wochen später, am 18. April 1942, wurde sie mit No. 560 und Transport Ap ins Ghetto Rejowiec weiter deportiert. Berta Bleiweisová wurde ein Opfer der Shoah. |
|              | HIER LEBTE DR. JUR. JAN LÍBEZNÝ GEB. 1923 DEPORTIERT 1942 NACH THERESIENSTADT 1942 NACH REJOWIEC ÜBERLEBT              | Josefa Uhra 231 · | Jan Líbezný (ursprünglich Liebesný) wurde am 6. Dezember 1923 als Sohn von Otto Liebesný und Markéta Liebesná in Lomnice u Tišnova geboren. Nach dem Besuch der städtischen Schule in Tišnov arbeitete er in verschiedenen Berufen. 1942 wurde er vom NS-Regime ins Ghetto Theresienstadt deportiert, 1944 ins KZ Auschwitz und im gleichen Jahr in das KZ-Außenlager Schwarzheide. Im April 1945 wurde Jan Líbezný ins KZ Sachsenhausen überstellt. Als einziges Mitglied seiner Familie überlebte er das NS-Regime. Nach seiner Rückkehr in die Tschechoslowakei im Jahr 1945 ließ er seinen Namen tschechisieren. Er lernte Zdenka Blahoňovská kennen, heiratete sie 1947 und zog zu ihr nach Tišnov. Gemeinsam hatten sie zwei Töchter. 1951 übersiedelte die Familie nach Trutnov. Jan Líbezný studierte Rechtswissenschaften und wurde Rechtsanwalt. Er starb am 27. Juni 2006 in Trutnov, wo er auch begraben wurde. |
|              | HIER LEBTE LILLY LUISA LIEBESNÁ GEB. 1927 DEPORTIERT 1942 NACH THERESIENSTADT ERMORDET 1944 IN AUSCHWITZ               | Josefa Uhra 231 · | Lilly Luisa Liebesná wurde am 18. März 1927 in Lomnice u Tišnova als Tochter von Otto Liebesný und Markéta Liebesná geboren. Sie wurde gemeinsam mit Mutter, Vater und Bruder im April 1942 mit dem Transport Ah nach Theresienstadt deportiert, am 18. Mai 1944 mit dem Transport Eb weiter nach Auschwitz-Birkenau. Während der Liquidation des sogenannten Theresienstädter Familienlager wurde sie mit Mutter und Vater zwischen dem 10. Juli und 12. Juli 1944 in der Gaskammer ermordet. Nur ihr Bruder Jan Líbezný überlebte das NS-Regime. |
|              | HIER LEBTE MARKÉTA LIEBESNÁ GEB. WEISSBARTOVÁ GEB. 1898 DEPORTIERT 1942 NACH THERESIENSTADT ERMORDET 1944 IN AUSCHWITZ | Josefa Uhra 231 · | Markéta Liebesná, geb. Weissbartová, war die Tochter von Ida Weissbartová geb. Popperová (1876–1942) und wurde am 13. November 1898 in Lomnice u Tišnova geboren. Sie heiratete Otto Liebesný, das Paar lebte in Lomnice und hatte zwei Kinder: Jan und Lilly Luisa. 1940 nahmen sie ihre Mutter Ida Weissbartová im Haushalt mit auf. Am 29. März 1942 Ida Weissbartová ins Ghetto Theresienstadt deportiert. Im April 1942 wurden die anderen Familienmitglieder in Haft genommen. Markéta Liebesná wurde mit ihrem Mann und ihren Kindern am 4. April 1942 mit dem Transport Ah Nr. 527 von Brünn nach Theresienstadt und am 18. Mai 1944 mit dem Transport Eb Nr. 2056 von Theresienstadt nach Auschwitz-Birkenau deportiert, wo sie zwischen dem 10. und 12. Juli 1944 gemeinsam mit ihrer Tochter und ihrem Ehemann vergast wurde. Ihr Sohn Jan konnte überleben.                                                     |
|              | HIER LEBTE OTTO LIEBESNÝ GEB. 1894 DEPORTIERT 1942 NACH THERESIENSTADT ERMORDET 1944 IN AUSCHWITZ                      | Josefa Uhra 231 · | Otto Liebesný wurde am 6. Januar 1894 in Lomnice u Tišnova geboren. Er war einer von zwei Söhnen von Louisa (1861–1921) und Moritz Liebesný (1850–1925). Sein Vater war Kaufmann. Auf dem jüdischen Friedhof in Lomnice befinden sich die Grabsteine seiner Eltern. Otto Liebesný heiratete Markéta Weisbartová, das Paar hatte zwei Kinder: Jan und Lilly Luisa. Eltern und Kinder wurden mit Transport Ah am 4. April 1942 von Brno ins Ghetto Theresienstadt deportiert und von dort am 18. Mai 1944 ins KZ Auschwitz. Otto Liebesný wurde gemeinsam mit Ehefrau und Tochter zwischen dem 10. Juli und 12. Juli 1944 vom NS-Regime in der Gaskammer ermordet. Nur sein Sohn überlebte. |
|              | HIER LEBTE IDA WEISSBARTOVÁ GEB. POPPEROVÁ GEB. 1876 DEPORTIERT 1942 NACH THERESIENSTADT ERMORDET 1942 IN IZBICA       | Josefa Uhra 231 · | Ida Weissbartová, geb. Popperová, wurde am 6. Februar 1876 in Lomnice u Tišnova geboren. Sie war die Mutter von Markéta Liebesná. Im Jahr 1940 zog sie zu ihrer Tochter, ihrem Schwiegersohn und den Enkelkindern. Sie wurde am 29. März 1942 mit dem Transport Ae Nr. 321 von Brünn ins KZ Theresienstadt und am 27. April 1942 mit dem Transport Aq Nr. 762 von Theresienstadt ins Ghetto Izbica bei Lublin in Polen deportiert, wo sie noch im selben Jahr ermordet wurde. |